# Blagoje Ivović
Blagoje Ivović (in montenegrino Благоје Ивовић; in macedone Благое Ивовиќ?; Cattaro, 3 ottobre 1980) è un ex pallanuotista montenegrino naturalizzato macedone, precedentemente jugoslavo e serbo-montenegrino, di ruolo difensore. È fratello maggiore di Aleksandar Ivović.
Cresce nello Jadran, squadra della sua città natale, in cui fa ritorno in tappe successive della sua carriera e con cui vince anche un campionato e una coppa nazionale. Milita anche nel Vojvodina, nel Budvanska Rivijera e nel Primorac, prima di passare al Circolo Nautico Salerno in occasione della stagione 2007-08.
Conclusa l'esperienza italiana, si trasferisce al Barceloneta con cui vince tre campionati e due coppe nazionali in tre stagioni. Tra il 2012 e il 2013 gioca nei campionati saudita, brasiliano e turco, rispettivamente con l'Al-Ahli, dove vince la Coppa del Re e la Coppa del Principe, la Fluminense e l'Adalar.
Nell'agosto 2013 viene acquistato dalla Sport Management, squadra di Verona, in Serie A2. Tuttavia, dal momento che l'inizio del campionato era previsto per il mese di dicembre, nei primi tre mesi della nuova stagione decide di giocare nel club che l'aveva cresciuto, lo Jadran. Con la Sport Management ottiene la promozione in A1, potendo così riassaporare la massima categoria italiana dopo l'esperienza salernitana di cinque anni prima.
Nel 2015 viene acquistato dal neopromosso Circolo Canottieri Ortigia. 
Dal 2023 è allenatore dello Zaibas.

## Palmarès

### Club
- Campionato serbo-montenegrino: 1

Jadran Herceg Novi: 2005-06
- Coppa di Serbia e Montenegro: 3

Jadran Herceg Novi: 2005-06
- Campionato spagnolo: 3

Barceloneta: 2008-09, 2009-10, 2010-11
- Supercopa de España: 3

Barceloneta: 2008, 2009, 2010
- Coppa del Re: 2

Barceloneta: 2008-09, 2009-10